# Coockoo
Coockoo (читается Ку́ку) — российская группа, принадлежность которой к определенному музыкальному стилю определить сложно. Наиболее близкими к творчеству группы направлениями являются поп-рок, инди-рок, индитроника, брит-поп.

## История группы
Группа Coockoo начала своё существование в январе 2009 года. Инициатором создания группы стала Мария Мельникова. До образования группы Coockoo все её участники, так или иначе, были связаны с музыкой. Антон и Егор играли металл, Петр Крыкин входил в состав рок-группы «Перспектива», Евгений Орлов играл в группе «Время».
Уже первой представленной публике песней «Groupies' Anthem (F.U.C.K.)» группа покорила слушателей в сети Интернет. До сих пор эта песня остается для многих визитной карточкой группы. Она вошла во второй сборник «Future Sound of Russia», записанный на нью-йоркском лейбле «AeroCCCP Recordings», и в 2010 году была включена в саундтрек фильма «Детям до 16» режиссёра Андрея Кавуна. В сети интернет можно найти несколько ремиксов песни, выполненных разными DJ-ями. 17 января 2010 на YouTube появляется видео на песню «Groupies' Anthem», снятое поклонниками группы, что подчеркивает её популярность.
Группа активно участвует в различных конкурсах и фестивалях. В апреле-мае 2009 года доходит до финала конкурса ENERGYвидение радиостанции ENERGY. В сентябре 2009 года она попадает в финал премии RAMP, проводимой телеканалом A1, в категории UNDERGROUND ACT ГОДА, а 6 ноября 2009 в клубе Milk играет на разогреве у Jay-Jay Johanson.
Свой первый альбом, получивший название «Cosmoventura», группа Coockoo представила слушателям 11 марта 2010 года в клубе «Гоголь». Запись альбома проходила в Риме на студии «24 Gradi», а мастеринг на студии «Abbey Road Studios» в Лондоне. Свой выбор студии музыканты обосновали недоверием к российским специалистам. Дизайн обложки диска сделал Петр Крыкин.
По результатам голосования слушателей в апреле 2010 года группа Coockoo оказалась единственной российской группой, которая прошла в финал (TOP40) европейского фестиваля FIB Heineken, проводимого в Benikassim в Испании.
В январе 2011 года группа уезжает в Лондон записывать материал для второго альбома, получившего название «Pop Rock Electronic». Запись проходила на студии Fortress, клиентами которой являются исполнители мировой величины, включая The Killers и Coldplay. Сразу после возвращения из Лондона, 28 января 2011, группа устраивает бесплатный концерт в клубе «16 тонн». Практически полная запись этого концерта доступна для просмотра на YouTube. 11 марта 2011 года альбом был официально представлен все в том же клубе «Гоголь». Анонс концерта был представлен интерактивным видео на YouTube, в котором боксируя с участниками группы можно было «выбить» из них детали предстоящего концерта.
Примерно за месяц до презентации на странице группы на портале MySpace новый альбом был целиком доступен для прослушивания. Однако, это не афишировалось. За две недели до презентации альбома, непосредственно перед официальным опубликованием в сети сингла iBreak, доступ к трекам на MySpace был ограничен до презентации альбома в клубе «Гоголь». Сейчас все желающие могут скачать альбом «Pop Rock Electronic» в хорошем качестве с официального сайта группы. При распространении второго альбома группа решила последовать примеру Radiohead и других широко известных групп и использует подход «pay what you want», суть которого заключается в том, что слушатели сами определяют сколько они хотят заплатить исполнителям.
25 марта 2011 группа Coockoo выступила на разогреве у Пита Доэрти (Pete Doherty).
17 апреля 2011 Coockoo выступила вместе с группами Los Templos и L.E.T.O. на фестивале творчества и благотворительности «День Доброты», проводимом Союзом волонтерских общественных движений.
В апреле 2011 группа принимает участие в голосовании за право участия в фестивале в Benikassim в Испании и входит в TOP5 финалистов, оказавшись единственными не британскими участниками. В финале конкурса, проходившем в 31 мая 2011 в Лондоне в Powers Bar, Coockoo занимают второе место, уступив лидерство группе The Spires.
20 декабря 2011 года на сайте музыкальной сети SupaJam был опубликован рейтинг «20 лучших песен 2011 года», 16-ю позицию в котором заняла Coockoo с композицией Saviour.
20 октября 2012 года группа выступила на разогреве у британской инди-рок-группы One Night Only (группа)
В ноябре 2012 года группа выступала на разогреве у Garbage в туре по России.
В начале 2013 года музыканты приступят к записи 3-го студийного альбома, название для которого пока не выбрано. Выход альбома запланирован на май того же года. Запись будет проходить в Лондоне. Для сбора средств для записи альбома участники группы организовали краудфандинг кампанию.

## Состав группы

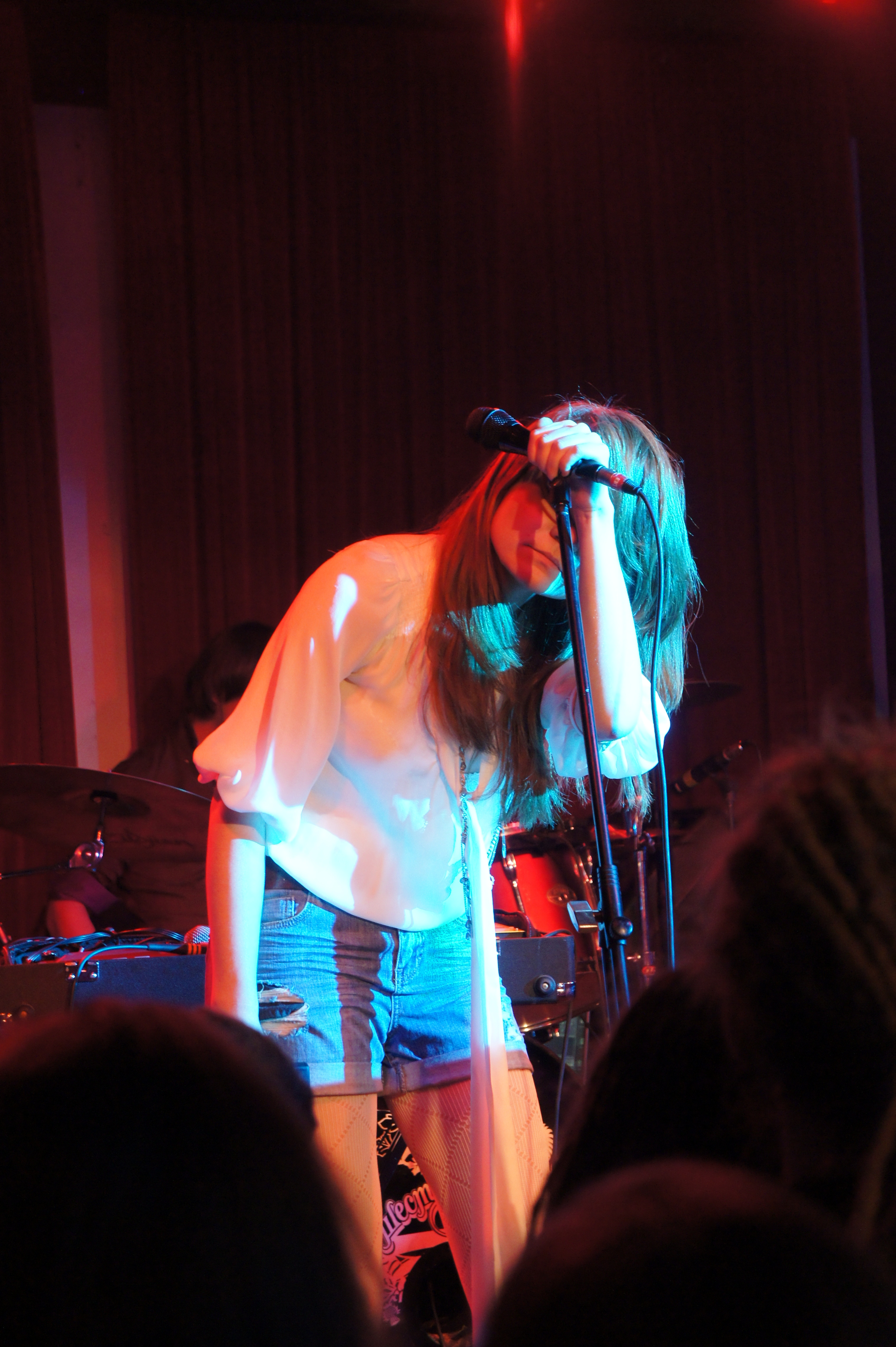
Мария Мельникова
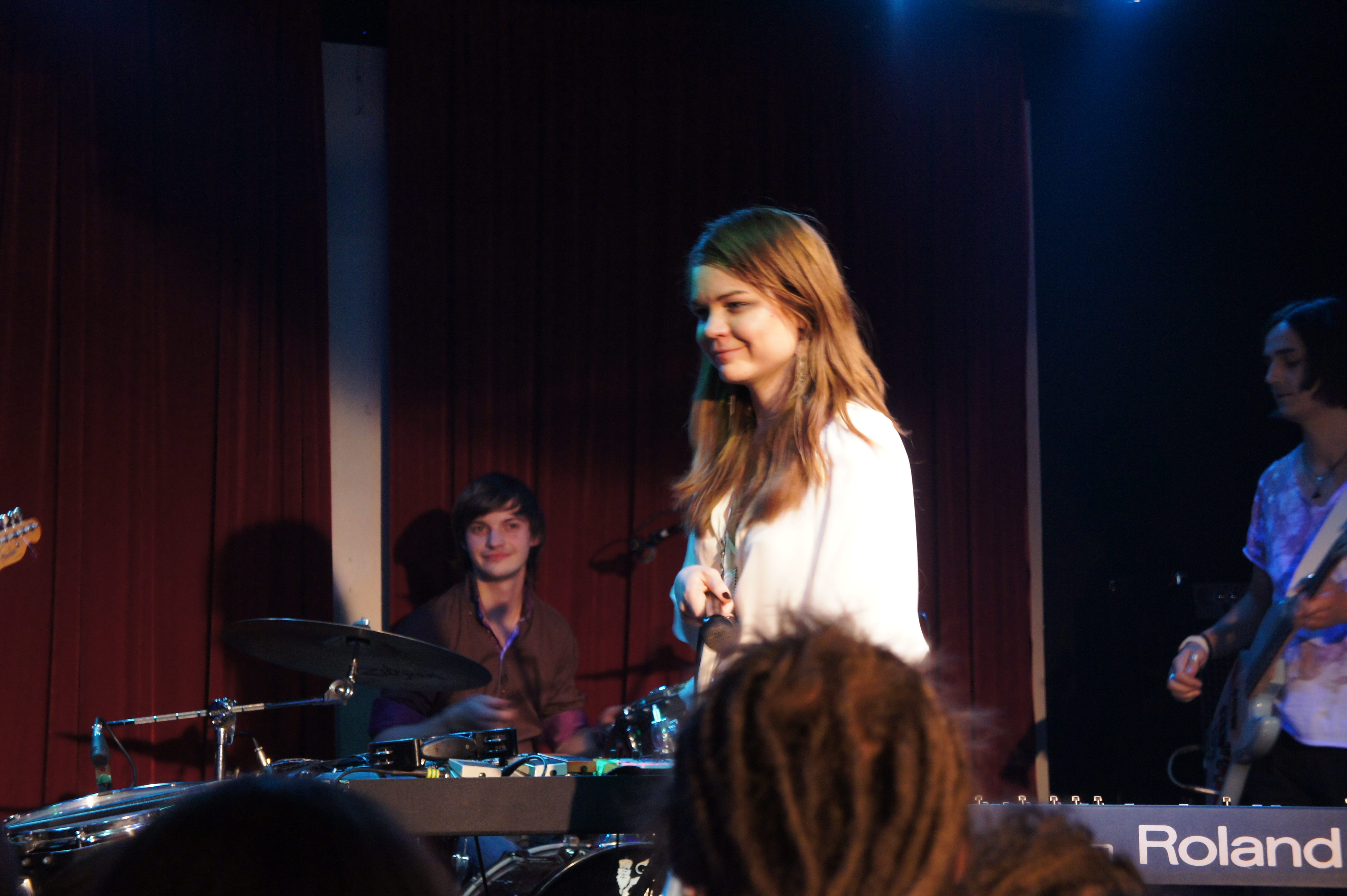
Мария Мельникова и Евгений Орлов
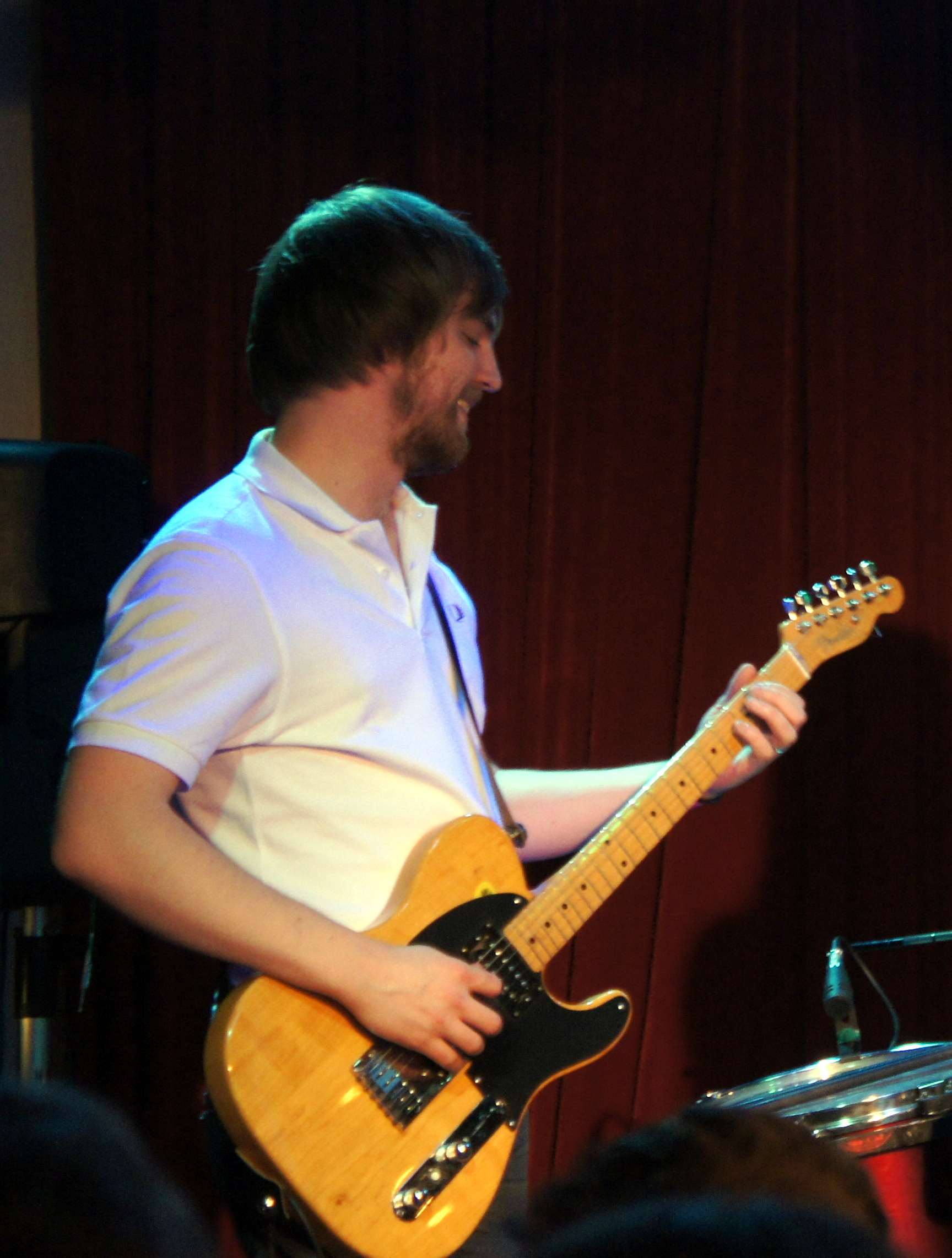
Егор Косарев
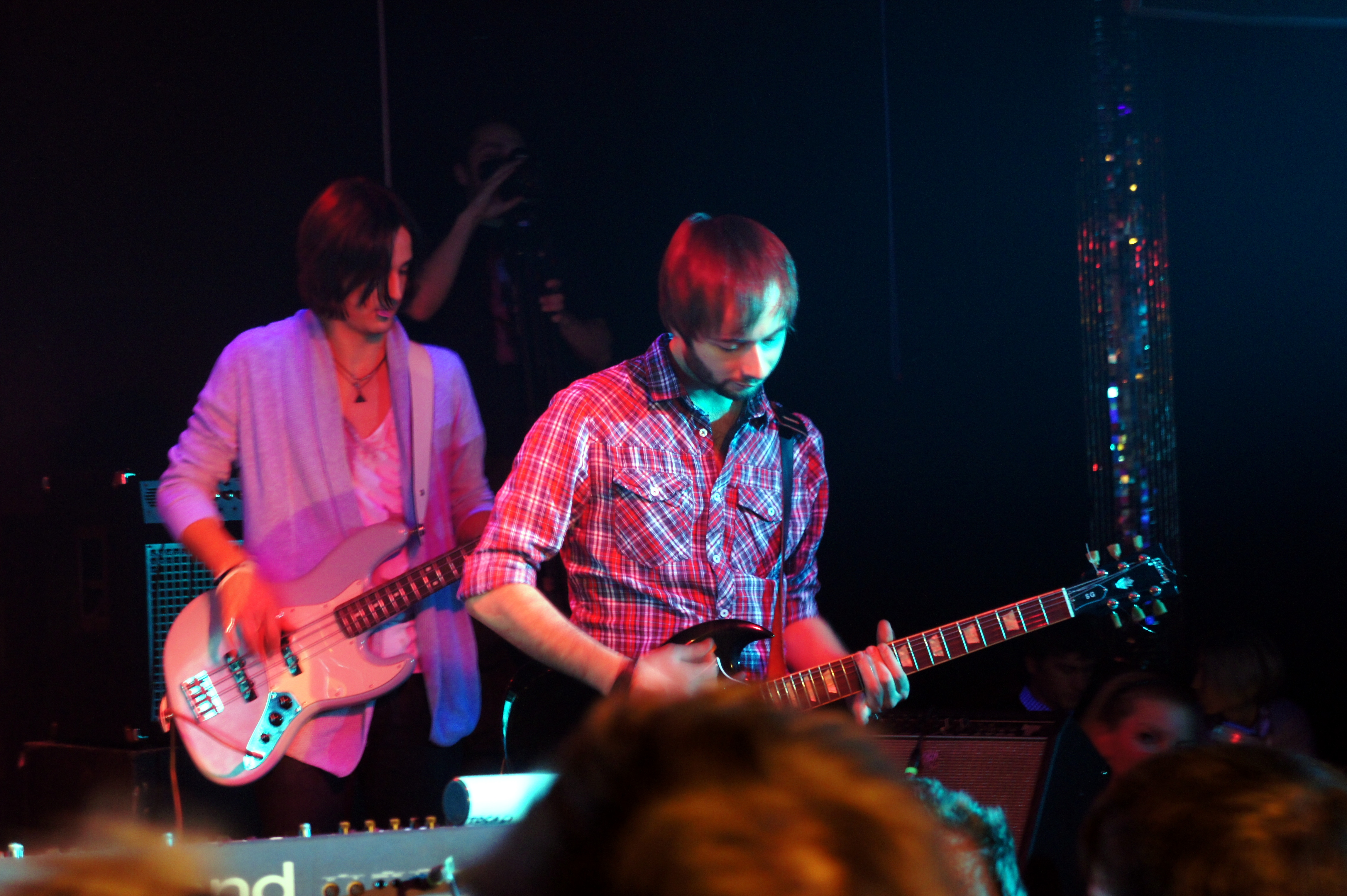
Антон Толмачев и Петр Крыкин

## Дискография
- 2010 — Cosmoventura
- 2011 — Pop Rock Electronic